# Chvalkovice na Hané
Chvalkovice na Hané jsou místní částí města Ivanovice na Hané. Původní zemědělská ves leží v úvalu Hané asi 10 km severovýchodně od Vyškova v nadmořské výšce 220 m n. m.

## Historie
První písemná zmínka o Chvalkovicích na Hané pochází z roku 1355.

## Obyvatelstvo

### Struktura
Vývoj počtu obyvatel za celou obec i za jeho jednotlivé části uvádí tabulka níže, ve které se zobrazuje i příslušnost jednotlivých částí k obci či následné odtržení.
| Místní části   | Místní části             | 1869 | 1880 | 1890 | 1900 | 1910 | 1921 | 1930 | 1950 | 1961 | 1970 | 1980 | 1991 | 2001 | 2011 |
| -------------- | ------------------------ | ---- | ---- | ---- | ---- | ---- | ---- | ---- | ---- | ---- | ---- | ---- | ---- | ---- | ---- |
| Počet obyvatel | část Chvalkovice na Hané | 765  | 786  | 795  | 799  | 781  | 831  | 896  | 753  | 732  | 632  | 566  | 441  | 461  | 444  |
| Počet domů     | část Chvalkovice na Hané | 167  | 148  | 151  | 161  | 160  | 170  | 208  | 213  | 208  | 192  | 177  | 202  | 204  | 206  |

## Pamětihodnosti
- Sousoší Jana Nepomuckého z roku 1749
- Empírový kamenný kříž před kostelem z roku 1856
- Kostel svatého Ferdinanda
- Zámeček Chvalkovice z roku 1887